# Stara trta
Stara trta je okrog 440 let stara vinska trta, ki raste v osrednjem delu mesta Maribor na Lentu, točno v Vojašniški ulici 8 v Pristanu. Raste ob južni strani pročelja te enonadstropne hiše. Leta 2004 je bila vpisana v Guinnessovo knjigo svetovnih rekordov kot najstarejša med vsemi vinskimi trtami na svetu. Hiša Vojašniška 8 in Stara trta sta zavarovani kot kulturni spomenik lokalnega pomena.
Deblo Stare trte s premerom 25 cm se v višini dveh metrov razveji v vodoravne poganjke, ki so oprti na latnik (brajdo) in dosežejo dolžino 15 m. Odlikuje jo bujna rast, bogata rodnost, odpornost proti boleznim in dolga življenjska doba. Gre za eno nastarejših domačih sort vinske trte na Slovenskem, imenovano modra kavčina ali žametna črnina. Starost Stare trte so po letnicah ugotovili z metodo sondaže in s pomočjo mikroskopa.